# Oxira semipleta
Oxira semipleta är en fjärilsart som beskrevs av W. Warren 1910. Oxira semipleta ingår i släktet Oxira och familjen nattflyn. Inga underarter finns listade i Catalogue of Life.